# Joel Serrano
Joel Serrano Mercado (Arecibo, 17 maggio 1999) è un calciatore portoricano, portiere del FC Naples e della nazionale portoricana.

## Carriera

### Nazionale
Ha debuttato con la nazionale portoricana il 3 giugno 2021, nella vittoria per 7-0 contro le Bahamas valida per le qualificazioni ai Mondiali 2022.

## Statistiche

### Cronologia presenze e reti in nazionale
Aggiornato al 20 maggio 2023

| Cronologia completa delle presenze e delle reti in nazionale ― Porto Rico | Cronologia completa delle presenze e delle reti in nazionale ― Porto Rico | Cronologia completa delle presenze e delle reti in nazionale ― Porto Rico | Cronologia completa delle presenze e delle reti in nazionale ― Porto Rico | Cronologia completa delle presenze e delle reti in nazionale ― Porto Rico | Cronologia completa delle presenze e delle reti in nazionale ― Porto Rico | Cronologia completa delle presenze e delle reti in nazionale ― Porto Rico | Cronologia completa delle presenze e delle reti in nazionale ― Porto Rico |
| Data                                                                      | Città                                                                     | In casa                                                                   | Risultato                                                                 | Ospiti                                                                    | Competizione                                                              | Reti                                                                      | Note                                                                      |
| ------------------------------------------------------------------------- | ------------------------------------------------------------------------- | ------------------------------------------------------------------------- | ------------------------------------------------------------------------- | ------------------------------------------------------------------------- | ------------------------------------------------------------------------- | ------------------------------------------------------------------------- | ------------------------------------------------------------------------- |
| 3-6-2021                                                                  | Mayagüez                                                                  | Porto Rico                                                                | 7 – 0                                                                     | Bahamas                                                                   | Qual. Mondiali 2022                                                       | -                                                                         |                                                                           |
| 8-6-2021                                                                  | Basseterre                                                                | Guyana                                                                    | 0 – 2                                                                     | Porto Rico                                                                | Qual. Mondiali 2022                                                       | -                                                                         |                                                                           |
| 10-6-2022                                                                 | George Town                                                               | Isole Cayman                                                              | 0 – 3                                                                     | Porto Rico                                                                | CONCACAF Nations League 2022-2023 - Fase a gironi                         | -                                                                         |                                                                           |
| 13-6-2022                                                                 | Mayagüez                                                                  | Porto Rico                                                                | 6 – 0                                                                     | Isole Vergini Britanniche                                                 | CONCACAF Nations League 2022-2023 - Fase a gironi                         | -                                                                         |                                                                           |
| 23-3-2023                                                                 | Tortola                                                                   | Isole Vergini Britanniche                                                 | 1 – 3                                                                     | Porto Rico                                                                | CONCACAF Nations League 2022-2023 - Fase a gironi                         | -1                                                                        |                                                                           |
| 18-6-2023                                                                 | Fort Lauderdale                                                           | Suriname                                                                  | 0 – 0 (3 - 4 dtr)                                                         | Porto Rico                                                                | Qual. Gold Cup 2023                                                       | -                                                                         |                                                                           |
| 21-6-2023                                                                 | Fort Lauderdale                                                           | Martinica                                                                 | 2 – 0                                                                     | Porto Rico                                                                | Qual. Gold Cup 2023                                                       | -2                                                                        |                                                                           |
| 10-9-2023                                                                 | Nassau                                                                    | Bahamas                                                                   | 1 – 6                                                                     | Porto Rico                                                                | CONCACAF Nations League 2023-2024 - 1º Turno                              | -1                                                                        |                                                                           |
| 13-9-2023                                                                 | Bayamón                                                                   | Porto Rico                                                                | 5 – 0                                                                     | Antigua e Barbuda                                                         | CONCACAF Nations League 2023-2024 - 1º Turno                              | -                                                                         |                                                                           |
| Totale                                                                    |                                                                           | Presenze                                                                  | 10                                                                        |                                                                           | Reti                                                                      | -4                                                                        |                                                                           |